# Gnetum gnemon
Gnetum gnemon L. è una pianta gimnosperma appartenente alla famiglia delle Gnetaceae, diffusa nei paesi del sud-est asiatico e nella Melanesia.

## Descrizione
È un albero di medie dimensioni che raggiunge 10-15 m di altezza e un diametro del tronco fino a 40 cm. I rami sono notevolmente ingrossati alla base.

### Foglie
Le foglie sono di color verde scuro lucido. Generalmente, la dimensione tipica delle foglie è di 10-20 cm di lunghezza e 4-7 cm di larghezza mentre hanno una forma, principalmente ellittica, lanceolata o ovato oblunga.

### Fiore
La specie è dioica, cioè con gli organi riproduttivi femminili e maschili che si trovano su due piante distinte. Però, in qualità di specie appartenente alle gimnosperme non ha fiori ma strobili. Lo strobilo maschile è lungo circa 3-5 cm ed è accompagnato da molte coppie di brattee a forma di coppa disposte in vortici. Lo strobilo femminile è tra i 10 e i 60 cm di lunghezza. Anch'esso è accompagnato da una serie di brattee che formano 5-6 spirali che contengono 5-7 ovuli l'una.

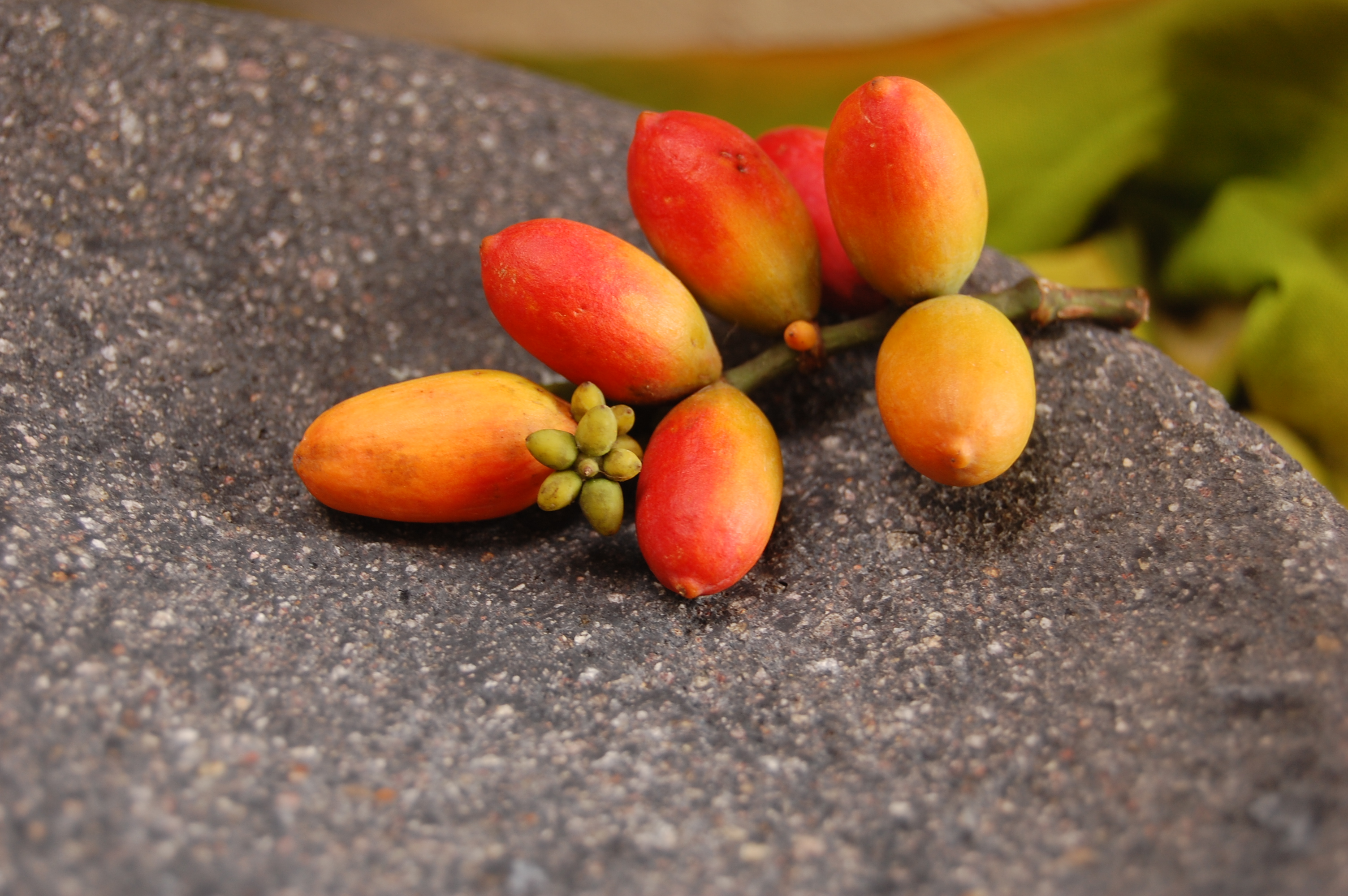
i falsi frutti di Gnetum

### "Frutti"
I "frutti", così chiamati in maniera impropria (in quanto stiamo parlando di gimnosperme), sono in realtà degli involucri carnosi di colore giallo, mentre, quando maturano sono viola-rosso o rosso-arancio. Hanno forma ovale e sono lunghi 1-3,5 cm. Hanno una buccia molto sottile. In questa specie vengono prodotti tre volte l'anno: marzo-aprile, giugno-luglio e settembre-ottobre.

## Riproduzione

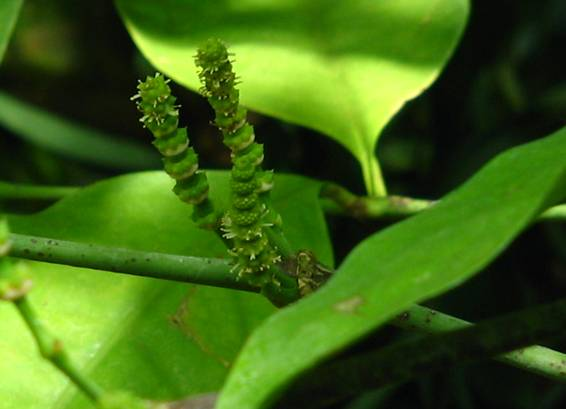
strobili maschili (le gimnosperme non hanno fiori)

La pianta si può riprodurre attraverso il seme oppure in maniera asessuata con il taglio e l'innesto.
L'uomo per seminare questa pianta raccoglie i frutti maturi li snocciola e mette i semi ad essiccare. Una volta pronti vengono ricoperti da uno strato di sabbia e annaffiati ogni giorno per circa 45-360 giorni fino a quando la piantina si sia sviluppata. Poi i germogli vengono trapiantati in vasi dove rimarranno per i successivi 6 mesi per poi essere definitivamente piantati.

## Distribuzione e habitat

### Areale nativo
Questa pianta è nativa dei paesi del sud-est asiatico e della Melanesia. È diffusa in Assam, Cambogia, Vietnam, Thailandia, Malaysia, e nelle isole Figi, Papua Nuova Guinea, Salomone, e Vanuatu.

### Areale attuale
G. gnemon è stata esportata anche nelle isole di Sumatra e di Giava e si pensava anche nelle isole Caroline della Micronesia, solo che alcuni studi hanno affermato che si trattava di un'affermazione errata, infatti questa pianta non vive in nessun' isola della Micronesia quindi, è più probabile che ci sia stato un errore di identificazione.

### Habitat
È nativa delle foreste tropicali montane umide e asciutte che si trovano fino ai 1.700 m di altezza. Si trova comunemente anche vicino a fiumi e torrenti in ecosistemi sia naturali che coltivati.

## Tassonomia

### Varietà
Ci sono diverse varietà di Gnetum gnemon che si differenziano dal tipico modulo ad albero (var. gnemon) e dal modulo arbustivo (var. brunonianum, griffithii e tenerum). La più famosa variante è Gnetum gnemon gnemon che è la varietà comunemente coltivata che si caratterizza per la sua forma ad albero e dai frutti di grandi dimensioni.

### Specie simili

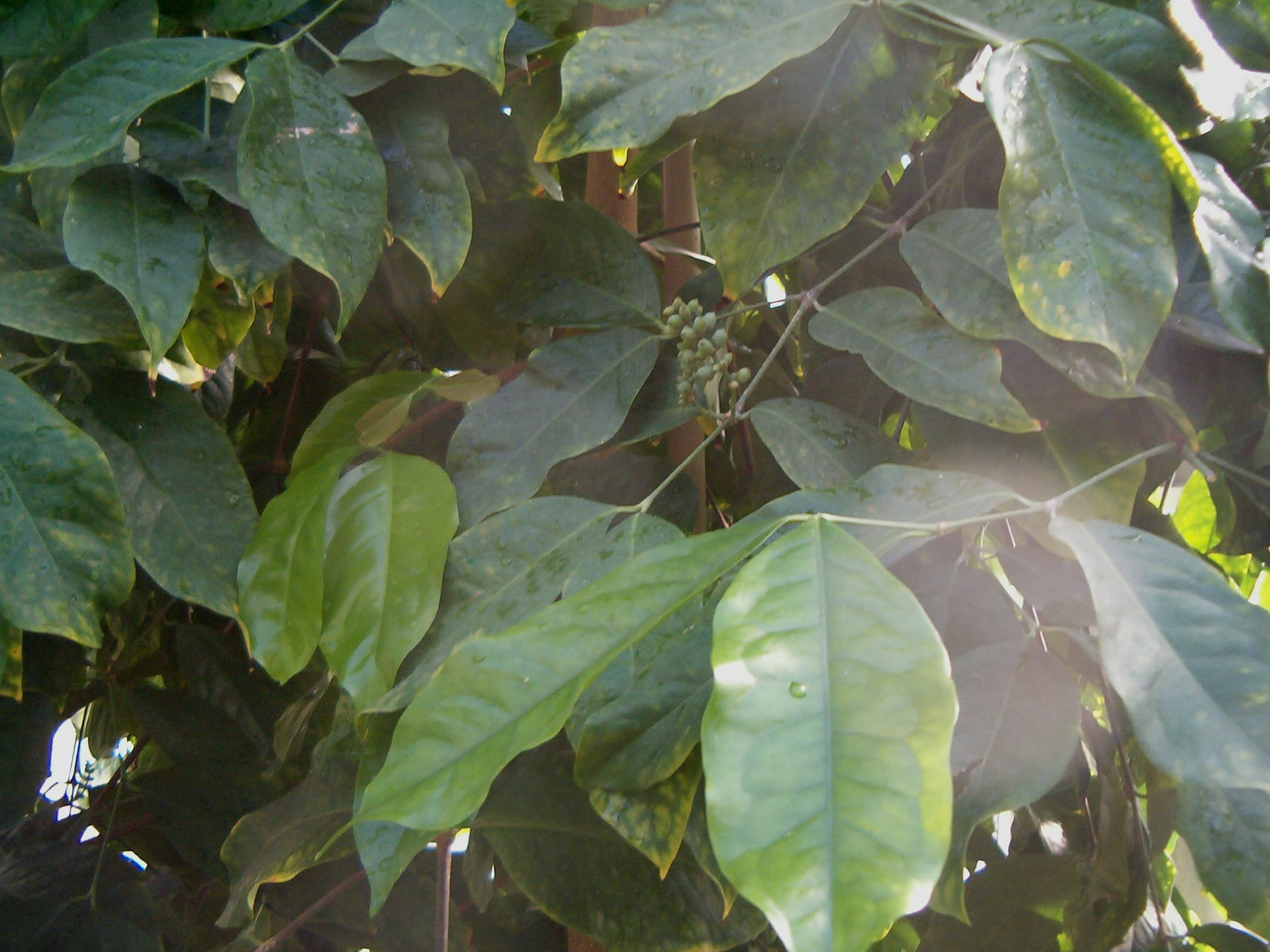
Gnetum gnemon

Questa pianta è molto simile al Gnetum costatum. Con essa si differenziano solo grazie alle forme dei frutti e delle foglie che sono diverse.

## Usi
I semi vengono consumati crudi, bolliti, cotti, o arrosto. Il risultato della loro cottura rappresenta un importante alimento per le persone che lo coltivano. In un villaggio dell'isola di Giava esistono anche 320 imprese familiari che producono circa 660 t di semi fritti l'anno.
In alcune isole del Pacifico le foglie e gli strobili vengono mangiati bolliti e uniti alla crema di cocco oppure si utilizzano per accompagnare le carni o addirittura, in Thailandia, questa pianta viene considerata un ortaggio.
Le foglie vengono anche utilizzate per produrre un medicinale che cura una malattia che colpisce gli occhi.
La legna di questo albero viene utilizzata a diversi scopi.
Nei villaggi viene usato per costruire i manici di attrezzi agricoli.
In Indonesia, invece, si usa per creare la carte per pareti e in Malaysia per creare la carta, le scatole e viene utilizzato in edilizia.
Le fibre, che sono robuste e sono resistenti all'acqua del mare, sono usate per fare corde, reti da pesca, sacchi di tela e per le corde di alcuni strumenti musicali.